# Боца ал Понте (Варезе)
Боца ал Понте је насеље у Италији у округу Варезе, региону Ломбардија.
Према процени из 2011. у насељу је живело 227 становника. Насеље се налази на надморској висини од 276 м.